# Medagliati olimpici nello sci di fondo maschile
Elenco dei vincitori di medaglia olimpica nello sci di fondo.

## Albo d'oro

### 15 km[1]
| Edizione                                                   | Oro                                           | Argento                                   | Bronzo                                    |
| ---------------------------------------------------------- | --------------------------------------------- | ----------------------------------------- | ----------------------------------------- |
| Chamonix-Mont-Blanc 1924                                   | Thorleif Haug                                 | Johan Grøttumsbråten                      | Tapani Niku                               |
| Sankt Moritz 1928                                          | Johan Grøttumsbråten                          | Ole Hegge                                 | Reidar Ødegaard                           |
| Lake Placid 1932                                           | Sven Utterström                               | Axel Wikström                             | Veli Saarinen                             |
| Garmisch-Partenkirchen 1936                                | Erik Larsson                                  | Oddbjørn Hagen                            | Pekka Niemi                               |
| Sankt Moritz 1948                                          | Martin Lundström                              | Nils Östensson                            | Gunnar Eriksson                           |
| Oslo 1952                                                  | Hallgeir Brenden                              | Tapio Mäkelä                              | Paavo Lonkila                             |
| Cortina d'Ampezzo 1956                                     | Hallgeir Brenden                              | Sixten Jernberg                           | Pavel Kolčin                              |
| Squaw Valley 1960                                          | Håkon Brusveen                                | Sixten Jernberg                           | Veikko Hakulinen                          |
| Innsbruck 1964                                             | Eero Mäntyranta                               | Harald Grønningen                         | Sixten Jernberg                           |
| Grenoble 1968                                              | Harald Grønningen                             | Eero Mäntyranta                           | Gunnar Larsson                            |
| Sapporo 1972                                               | Sven-Åke Lundbäck                             | Fëdor Simašëv                             | Ivar Formo                                |
| Innsbruck 1976                                             | Nikolaj Bažukov                               | Evgenij Beljaev                           | Arto Koivisto                             |
| Lake Placid 1980                                           | Thomas Wassberg                               | Juha Mieto                                | Ove Aunli                                 |
| Sarajevo 1984                                              | Gunde Svan                                    | Aki Karvonen                              | Harri Kirvesniemi                         |
| Calgary 1988                                               | Michail Devjat'jarov                          | Pål Gunnar Mikkelsplass                   | Vladimir Smirnov                          |
| Evento non incluso nel programma olimpico dal 1992 al 1998 |                                               |                                           |                                           |
| Salt Lake City 2002                                        | Andrus Veerpalu                               | Frode Estil                               | Jaak Mae                                  |
| Torino 2006                                                | Andrus Veerpalu                               | Lukáš Bauer                               | Tobias Angerer                            |
| Vancouver 2010                                             | Dario Cologna                                 | Pietro Piller Cottrer                     | Lukáš Bauer                               |
| Soči 2014                                                  | Dario Cologna                                 | Johan Olsson                              | Daniel Richardsson                        |
| Pyeongchang 2018                                           | Dario Cologna                                 | Simen Hegstad Krüger                      | Denis Spicov                              |
| Pechino 2022                                               | Iivo Niskanen                                 | Aleksandr Bol'šunov                       | Johannes Høsflot Klæbo                    |
| Atleta meglio premiato: Dario Cologna (3/0/0)              | Atleta meglio premiato: Dario Cologna (3/0/0) | Nazione meglio premiata: Norvegia (6/7/4) | Nazione meglio premiata: Norvegia (6/7/4) |

### 50 km
| Edizione                                                       | Oro                                                            | Argento                                 | Bronzo                                  |
| -------------------------------------------------------------- | -------------------------------------------------------------- | --------------------------------------- | --------------------------------------- |
| Chamonix-Mont-Blanc 1924                                       | Thorleif Haug                                                  | Thoralf Strømstad                       | Johan Grøttumsbråten                    |
| Sankt Moritz 1928                                              | Per-Erik Hedlund                                               | Gustaf Jonsson                          | Volger Andersson                        |
| Lake Placid 1932                                               | Veli Saarinen                                                  | Väinö Liikkanen                         | Arne Rustadstuen                        |
| Garmisch-Partenkirchen 1936                                    | Elis Wiklund                                                   | Axel Wikström                           | Nils-Joel Englund                       |
| Sankt Moritz 1948                                              | Nils Karlsson                                                  | Harald Eriksson                         | Benjamin Vanninen                       |
| Oslo 1952                                                      | Veikko Hakulinen                                               | Eero Kolehmainen                        | Magnar Estenstad                        |
| Cortina d'Ampezzo 1956                                         | Sixten Jernberg                                                | Veikko Hakulinen                        | Fëdor Terent'ev                         |
| Squaw Valley 1960                                              | Kalevi Hämäläinen                                              | Veikko Hakulinen                        | Rolf Rämgård                            |
| Innsbruck 1964                                                 | Sixten Jernberg                                                | Assar Rönnlund                          | Arto Tiainen                            |
| Grenoble 1968                                                  | Ole Ellefsæter                                                 | Vjačeslav Vedenin                       | Josef Haas                              |
| Sapporo 1972                                                   | Pål Tyldum                                                     | Magne Myrmo                             | Vjačeslav Vedenin                       |
| Innsbruck 1976                                                 | Ivar Formo                                                     | Gert-Dietmar Klause                     | Benny Södergren                         |
| Lake Placid 1980                                               | Nikolaj Zimjatov                                               | Juha Mieto                              | Aleksandr Zav'jalov                     |
| Sarajevo 1984                                                  | Thomas Wassberg                                                | Gunde Svan                              | Aki Karvonen                            |
| Calgary 1988                                                   | Gunde Svan                                                     | Maurilio De Zolt                        | Andy Grünenfelder                       |
| Albertville 1992                                               | Bjørn Dæhlie                                                   | Maurilio De Zolt                        | Giorgio Vanzetta                        |
| Lillehammer 1994                                               | Vladimir Smirnov                                               | Mika Myllylä                            | Sture Sivertsen                         |
| Nagano 1998                                                    | Bjørn Dæhlie                                                   | Niklas Jonsson                          | Christian Hoffmann                      |
| Salt Lake City 2002                                            | Michail Ivanov                                                 | Andrus Veerpalu                         | Odd-Bjørn Hjelmeset                     |
| Torino 2006                                                    | Giorgio Di Centa                                               | Evgenij Dement'ev                       | Michail Botvinov                        |
| Vancouver 2010                                                 | Petter Northug                                                 | Axel Teichmann                          | Johan Olsson                            |
| Soči 2014                                                      | Aleksandr Legkov                                               | Maksim Vylegžanin                       | Il'ja Černousov                         |
| Pyeongchang 2018                                               | Iivo Niskanen                                                  | Aleksandr Bol'šunov                     | Andrej Lar'kov                          |
| Pechino 2022                                                   | Aleksandr Bol'šunov                                            | Ivan Jakimuškin                         | Simen Hegstad Krüger                    |
| Atleta meglio premiato: Sixten Jernberg e Bjørn Dæhlie (2/0/0) | Atleta meglio premiato: Sixten Jernberg e Bjørn Dæhlie (2/0/0) | Nazione meglio premiata: Svezia (7/6/4) | Nazione meglio premiata: Svezia (7/6/4) |

### Sprint
| Edizione                                               | Oro                                                    | Argento                                   | Bronzo                                    |
| ------------------------------------------------------ | ------------------------------------------------------ | ----------------------------------------- | ----------------------------------------- |
| Salt Lake City 2002                                    | Tor Arne Hetland                                       | Peter Schlickenrieder                     | Cristian Zorzi                            |
| Torino 2006                                            | Björn Lind                                             | Roddy Darragon                            | Thobias Fredriksson                       |
| Vancouver 2010                                         | Nikita Krjukov                                         | Aleksandr Panžinskij                      | Petter Northug                            |
| Soči 2014                                              | Ola Vigen Hattestad                                    | Teodor Peterson                           | Emil Jönsson                              |
| Pyeongchang 2018                                       | Johannes Høsflot Klæbo                                 | Federico Pellegrino                       | Aleksandr Terent'ev                       |
| Pechino 2022                                           | Johannes Høsflot Klæbo                                 | Federico Pellegrino                       | Aleksandr Bol'šunov                       |
| Atleta meglio premiato: Johannes Høsflot Klæbo (2/0/0) | Atleta meglio premiato: Johannes Høsflot Klæbo (2/0/0) | Nazione meglio premiata: Norvegia (4/0/1) | Nazione meglio premiata: Norvegia (4/0/1) |

### Skiathlon
| Edizione                                     | Oro                                          | Argento                                   | Bronzo                                    |
| -------------------------------------------- | -------------------------------------------- | ----------------------------------------- | ----------------------------------------- |
| Albertville 1992                             | Bjørn Dæhlie                                 | Vegard Ulvang                             | Giorgio Vanzetta                          |
| Lillehammer 1994                             | Bjørn Dæhlie                                 | Vladimir Smirnov                          | Silvio Fauner                             |
| Nagano 1998                                  | Thomas Alsgaard                              | Bjørn Dæhlie                              | Vladimir Smirnov                          |
| Salt Lake City 2002                          | Thomas Alsgaard                              | —                                         | Per Elofsson                              |
| Salt Lake City 2002                          | Frode Estil                                  | —                                         | Per Elofsson                              |
| Torino 2006                                  | Evgenij Dement'ev                            | Frode Estil                               | Pietro Piller Cottrer                     |
| Vancouver 2010                               | Marcus Hellner                               | Tobias Angerer                            | Johan Olsson                              |
| Soči 2014                                    | Dario Cologna                                | Marcus Hellner                            | Martin Johnsrud Sundby                    |
| Pyeongchang 2018                             | Simen Hegstad Krüger                         | Martin Johnsrud Sundby                    | Hans Christer Holund                      |
| Pechino 2022                                 | Aleksandr Bol'šunov                          | Denis Spicov                              | Iivo Niskanen                             |
| Atleta meglio premiato: Bjørn Dæhlie (2/1/0) | Atleta meglio premiato: Bjørn Dæhlie (2/1/0) | Nazione meglio premiata: Norvegia (6/4/2) | Nazione meglio premiata: Norvegia (6/4/2) |

### Staffetta 4x10 km
| Edizione                                | Oro                     | Argento               | Bronzo           |
| --------------------------------------- | ----------------------- | --------------------- | ---------------- |
| Garmisch-Partenkirchen 1936             | Finlandia               | Norvegia              | Svezia           |
| Sankt Moritz 1948                       | Svezia                  | Finlandia             | Norvegia         |
| Oslo 1952                               | Finlandia               | Norvegia              | Svezia           |
| Cortina d'Ampezzo 1956                  | Unione Sovietica        | Finlandia             | Svezia           |
| Squaw Valley 1960                       | Finlandia               | Norvegia              | Unione Sovietica |
| Innsbruck 1964                          | Svezia                  | Finlandia             | Unione Sovietica |
| Grenoble 1968                           | Norvegia                | Svezia                | Finlandia        |
| Sapporo 1972                            | Unione Sovietica        | Norvegia              | Svizzera         |
| Innsbruck 1976                          | Finlandia               | Norvegia              | Unione Sovietica |
| Lake Placid 1980                        | Unione Sovietica        | Norvegia              | Finlandia        |
| Sarajevo 1984                           | Svezia                  | Unione Sovietica      | Finlandia        |
| Calgary 1988                            | Svezia                  | Unione Sovietica      | Cecoslovacchia   |
| Albertville 1992                        | Norvegia                | Italia                | Finlandia        |
| Lillehammer 1994                        | Italia                  | Norvegia              | Finlandia        |
| Nagano 1998                             | Norvegia                | Italia                | Finlandia        |
| Salt Lake City 2002                     | Norvegia                | Italia                | Germania         |
| Torino 2006                             | Italia                  | Germania              | Svezia           |
| Vancouver 2010                          | Svezia                  | Norvegia              | Rep. Ceca        |
| Soči 2014                               | Svezia                  | Russia                | Francia          |
| Pechino 2022                            | Norvegia                | Atleti Olimpici Russi | Francia          |
| Pechino 2022                            | Comitato Olimpico Russo | Norvegia              | Francia          |
| Nazione meglio premiata: Svezia (6/1/4) |                         |                       |                  |

### Sprint di squadra
| Edizione                                               | Oro                                                      | Argento                                                         | Bronzo                                                            |
| ------------------------------------------------------ | -------------------------------------------------------- | --------------------------------------------------------------- | ----------------------------------------------------------------- |
| Torino 2006                                            | Svezia Thobias Fredriksson - Björn Lind                  | Norvegia Jens Arne Svartedal - Tor-Arne Hetland                 | Russia Ivan Alypov - Vasilij Ročev                                |
| Vancouver 2010                                         | Norvegia Øystein Pettersen - Petter Northug              | Germania Tim Tscharnke - Axel Teichmann                         | Russia Nikolaj Morilov - Aleksej Petuchov                         |
| Soči 2014                                              | Finlandia Iivo Niskanen - Sami Jauhojärvi                | Russia Maksim Vylegžanin - Nikita Krjukov                       | Svezia Emil Jönsson - Teodor Peterson                             |
| Pyeongchang 2018                                       | Norvegia Martin Johnsrud Sundby - Johannes Høsflot Klæbo | Atleti Olimpici dalla Russia Denis Spicov - Aleksandr Bol'šunov | Francia Maurice Manificat - Richard Jouve                         |
| Pechino 2022                                           | Norvegia Erik Valnes - Johannes Høsflot Klæbo            | Finlandia Iivo Niskanen - Joni Mäki                             | Comitato Olimpico Russo Aleksandr Bol'šunov - Aleksandr Terent'ev |
| Atleta meglio premiato: Johannes Høsflot Klæbo (2/0/0) | Atleta meglio premiato: Johannes Høsflot Klæbo (2/0/0)   | Nazione meglio premiata: Norvegia (3/1/0)                       | Nazione meglio premiata: Norvegia (3/1/0)                         |

### Eventi non più in programma

#### 10 km
| Edizione         | Oro           | Argento          | Bronzo           |
| ---------------- | ------------- | ---------------- | ---------------- |
| Albertville 1992 | Vegard Ulvang | Marco Albarello  | Christer Majbäck |
| Lillehammer 1994 | Bjørn Dæhlie  | Vladimir Smirnov | Marco Albarello  |
| Nagano 1998      | Bjørn Dæhlie  | Markus Gandler   | Mika Myllylä     |

#### 30 km
| Edizione                                         | Oro                                              | Argento                                           | Bronzo                                            |
| ------------------------------------------------ | ------------------------------------------------ | ------------------------------------------------- | ------------------------------------------------- |
| Cortina d'Ampezzo 1956                           | Veikko Hakulinen                                 | Sixten Jernberg                                   | Pavel Kolčin                                      |
| Squaw Valley 1960                                | Sixten Jernberg                                  | Rolf Rämgård                                      | Nikolaj Anikin                                    |
| Innsbruck 1964                                   | Eero Mäntyranta                                  | Harald Grønningen                                 | Igor' Vorončichin                                 |
| Grenoble 1968                                    | Franco Nones                                     | Odd Martinsen                                     | Eero Mäntyranta                                   |
| Sapporo 1972                                     | Vjačeslav Vedenin                                | Pål Tyldum                                        | Johs Harviken                                     |
| Innsbruck 1976                                   | Sergej Savel'ev                                  | Bill Koch                                         | Ivan Garanin                                      |
| Lake Placid 1980                                 | Nikolaj Zimjatov                                 | Vasilij Ročev                                     | Ivan Lebanov                                      |
| Sarajevo 1984                                    | Nikolaj Zimjatov                                 | Aleksandr Zav'jalov                               | Gunde Svan                                        |
| Calgary 1988                                     | Aleksej Prokurorov                               | Vladimir Smirnov                                  | Vegard Ulvang                                     |
| Albertville 1992                                 | Vegard Ulvang                                    | Bjørn Dæhlie                                      | Terje Langli                                      |
| Lillehammer 1994                                 | Thomas Alsgaard                                  | Bjørn Dæhlie                                      | Mika Myllylä                                      |
| Nagano 1998                                      | Mika Myllylä                                     | Erling Jevne                                      | Silvio Fauner                                     |
| Salt Lake City 2002                              | Christian Hoffmann                               | Michail Botvinov                                  | Kristen Skjeldal                                  |
| Atleta meglio premiato: Nikolaj Zimjatov (2/0/0) | Atleta meglio premiato: Nikolaj Zimjatov (2/0/0) | Nazione meglio premiata: Unione Sovietica (5/3/4) | Nazione meglio premiata: Unione Sovietica (5/3/4) |